# Charales

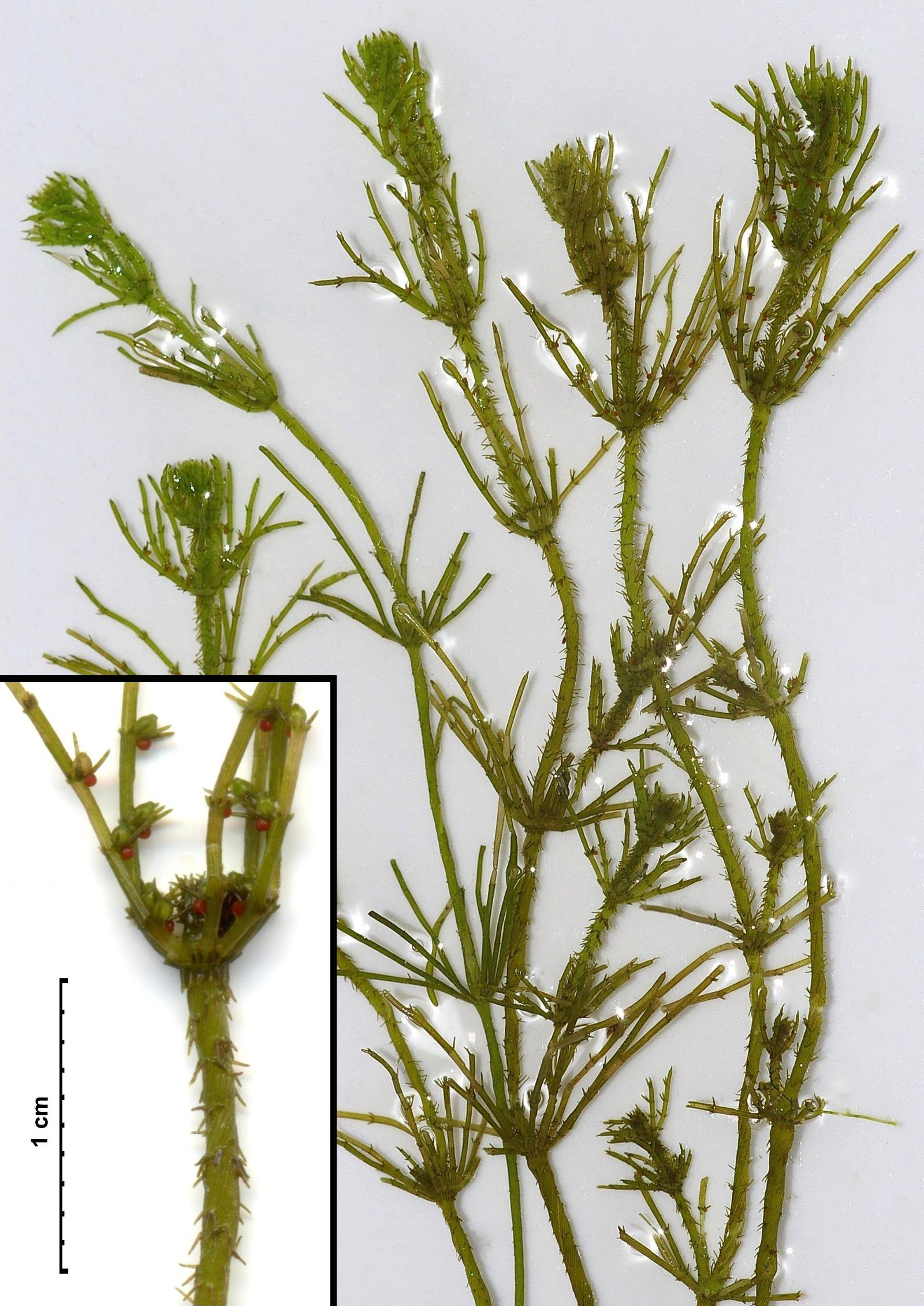
Chara hispida.

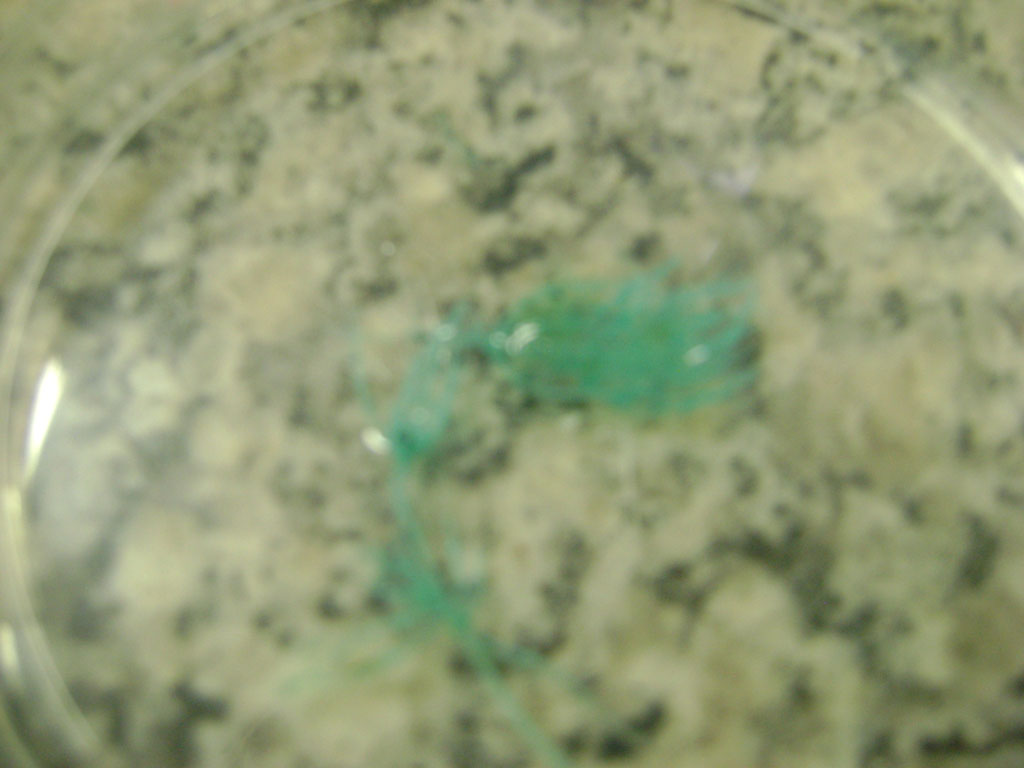
Chara a olho nu.

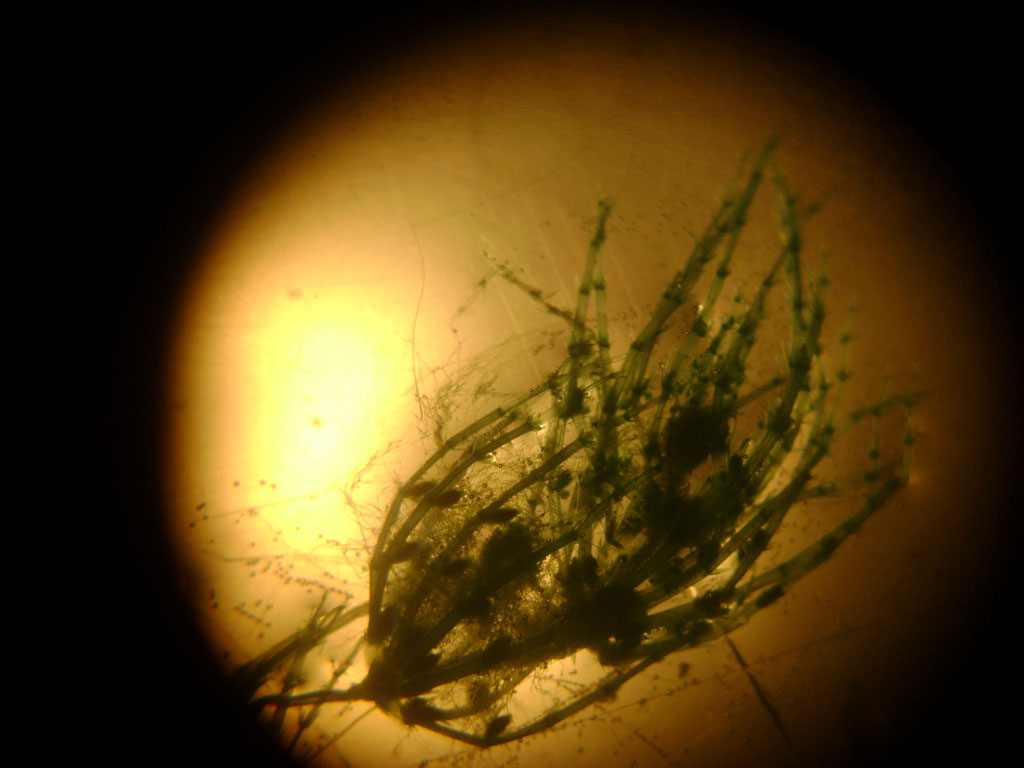
Chara vista à lupa.

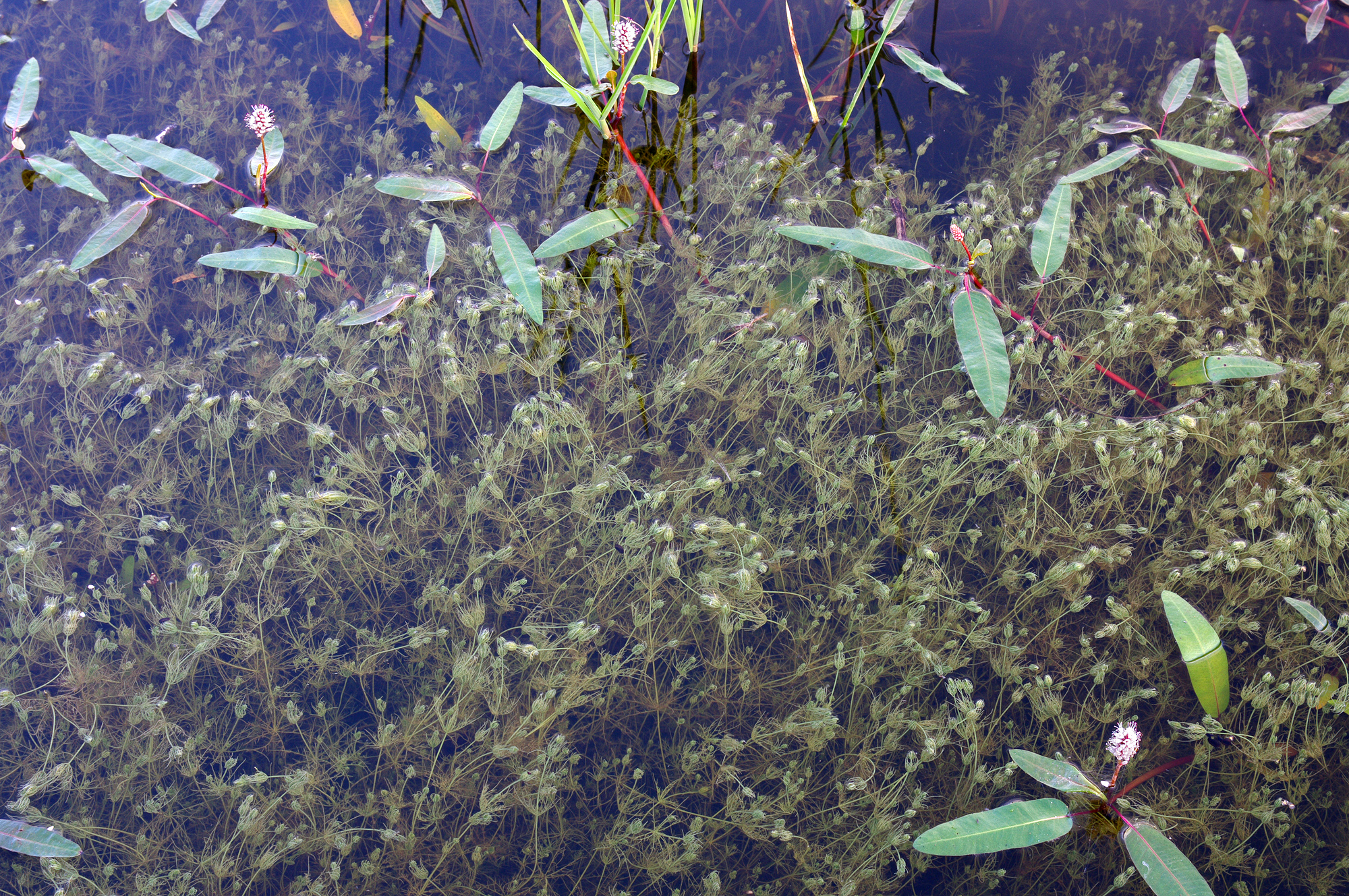
Prado submerso de Chara vulgaris.

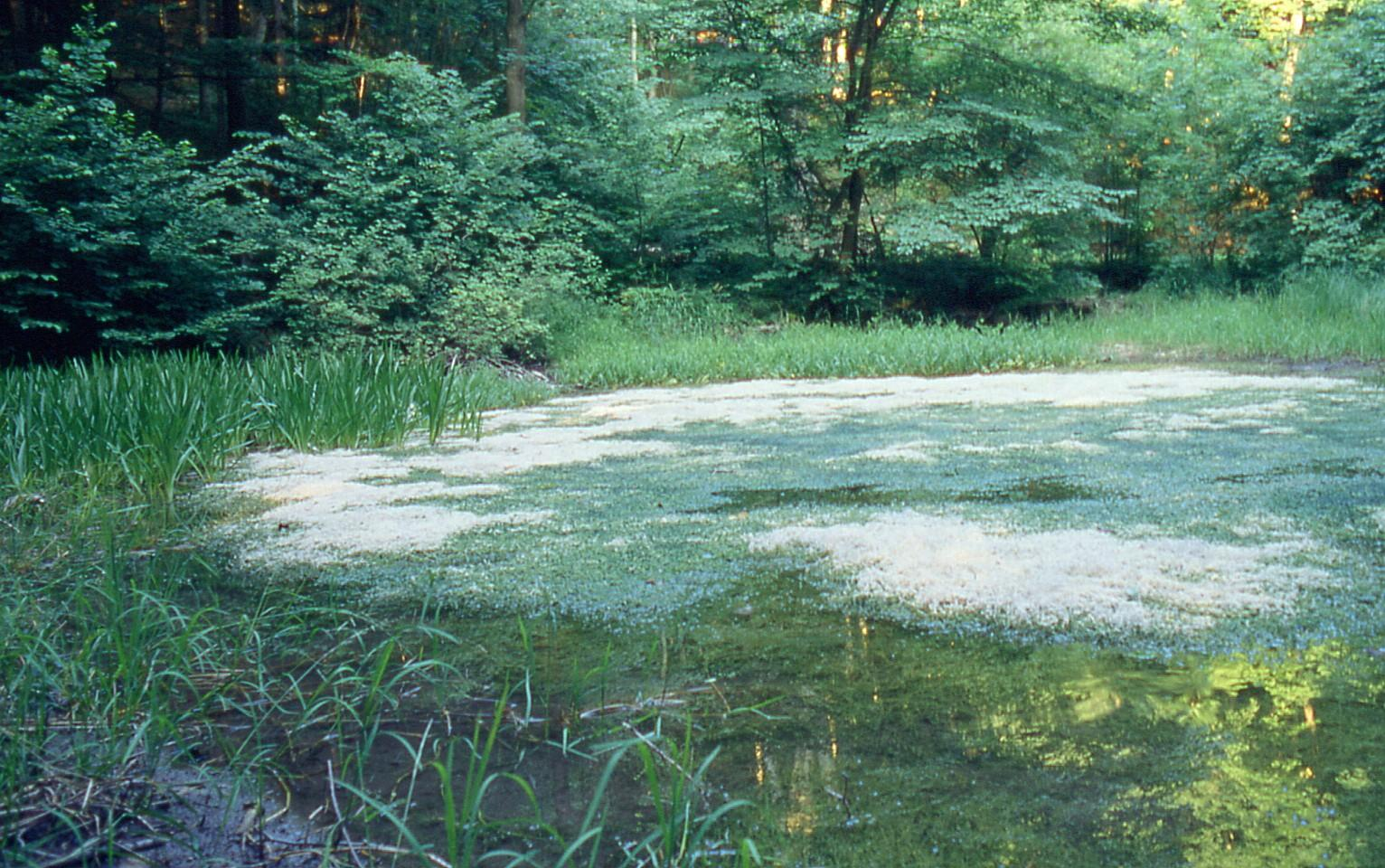
Formação de encrustações calcárias sobre exemplares de Chara sp. numa lagoa sazonal (Alemanha).

Charales é uma ordem monotípica da classe Charophyceae da divisão Charophyta, que tem Characeae como única família. A ordem que agrupa cerca de 400 espécies de algas de água doce, plantas verdes que se acredita serem os parentes mais próximos dos embriófitos.

## Descrição
A ordem Charales tem como género tipo Chara, um táxon estabelecido por Linnaeus em 1753, e agrega um grupo diversificado composto por cerca de 400 espécies de algas de água doce, embora algumas espécies possam por vezes ocorrer também em habitats de água salobra. O grupo tem distribuição natural do tipo cosmopolita, embora sendo mais frequente nas regiões temperadas e húmidas.
As espécies de Charales são algas macroscópicas que têm como característica mais distintiva a formação de longos talos multicelulares (o caule), que chegam a atingir 120 cm de comprimento, muito ramificados, compostos por células polinucleadas gigantes que usam clorofila como pigmento fotossintético. A morfologia do talo distingue os membros desta ordem das restantes algas por apresentar verticilos formados de curtas ramificações em torno de nós localizados ao longo da estipe, o que lhes confere um aspecto semelhante ao das espécies do género Equisetum.
Nas células que formam os nós base dos verticilos ocorre o fenómeno de ciclose, sendo que este processo nas espécies do género Chara é considerada a ciclose mais rápida de que se tem registo. A ciclose é causada pelos microfilamentos presentes no interior das células que formam os nós, pelo que a introdução de citocalasina B no protoplasma dessas células inibe o processo.
A única fase diploide do ciclo de vida destas plantas é o oósporo unicelular, já que a fase macroscópica é haploide, correspondendo  ao gametóforo na alternância de gerações que caracteriza estas algas.
Os membros desta ordem são conhecidos pelo nome comum em língua inglesa de stoneworts, (stone = pedra), em resultado destas algas ficarem frequentemente petrificadas devido à incrustação dos seus talos pela deposição de calcário (carbonato de cálcio) sobre a sua superfície. Outros nomes comuns referem a fragilidade e o carácter quebradiço dos talos incrustados de calcificações quando secos. Outros ainda (como «skunkweed») são uma referência ao mau cheiro que estas espécies produzem quando pisadas.

## Distribuição
As cerca de 400 espécies que integram esta ordem têm distribuição natural por todos os continentes, conferindo ao grupo uma distribuição natural do tipo cosmopolita. Na Europa Ocidental, onde o género tem o seu centro de diversidade, estão identificadas 33 espécies apenas nas Ilhas Britânicas, embora outros autores reduzam este número para 21 espécies.
As Characeae constituem o principal grupo de plantas presente em alguns dos lagos de cratera dos vulcões da Nicarágua, ocorrendo nalguns casos a mais de 20 metros de profundidade. Contudo, em alguns lagos, entre os quais o  lago Apoyo, a introdução de peixes como a tilápia (Oreochromis niloticus) levou ao desaparecimento quase total das Characeae, vítimas da herbivoria dessas espécies.

## Ecologia
A maioria das Charales ocorre em habitats de água doce, embora algumas consigam sobreviver em águas salobras, preferindo as águas paradas (lênticas) e límpidas, ricas em sais de cálcio. Apesar disso, algumas espécies podem sobreviver em águas salobras e em hanitas marinhos, sendo conhecidas algumas espécies que ocorrem em lagos salinos efémeros da Austrália que apresentam uma salinidade que é dupla da que ocorre na água do mar.
As espécies ocorrem na zona eufótica, agarradas ao substrato dos fundos por rizóides bem desenvolvidos e em geral muito ramificados. São encontradas normalmente em águas com teor baixo a médio de nutrientes (águas oligotróficas a mesotróficas), tendendo a desaparecer de águas eutrofizadas.
Algumas espécies podem ser colonizadoras pioneiras ou ocorrer em massas de águas efémeras e sazonais (apenas presentes na época húmida ou em resultado da inundação ocasional de depressões.

## Ciclo de vida
Na fase madura, os anterídeos e oogónios são protegidos por uma camada de células estéreis. O oogónio é oblongo, constituído por um único ovo, enquanto os anterídeos, quase esféricos, são preenchido por células filiformes, longas e flexíveis, que produzem células espermáticas. Como resultado, as Charales possuem uma das mais complexas estruturas reprodutivas encontradas entre todas as algas verdes, se assim podem ser designadas.

## Taxonomia
As Charales são um possível grupo irmão das Embryophyta (as plantas terrestres), o que leva alguns botânicos a defender que o agrupamento taxonómico constituído por estas algas e pelos grupos que filogeneticamente lhe estão próximos deveria ser colocado ao nível taxonómico de divisão, sub-reino, ou mesmo reino, designando o grupo assim definido por Charophyta.  Em consequência, a classificação taxonómica deste agrupamento está presentemente sujeita a constante escrutínio cladístico.
Os resultados de análises de DNA e RNA subsequentes poderão vir eventualmente a provar que as charófitas são um verdadeiro fóssil de transição na evolução uma ligação importante na árvore filogenética da vida, representando um passo crítico na transição das algas para as plantas terrestres não vasculares e depois para as plantas vasculares.
A base de dados taxonómicos AlgaeBase lista os seguintes taxa subordinados à ordem Charales:
- Família Aclistocharaceae X.G.Zhou - 1 espécie;
- Família Atopocharaceae - 1 espécies;
- Família Characeae S.F.Gray - 721 espécies;
- Família Clavatoraceae - 2 espécies;
- Família Feistiellaceae Schudack - 19 espécies;
- Família Porocharaceae Grambast - 23 espécies.

Entre muitas outras, o grupo inclui as seguintes espécies:
- Chara baltica Bruz.
- Chara canescens Desv. & Lois.
- Chara connivens Salzm. ex A.Braun
- Chara curta Nolta ex Kütz. (=C. aspera var. curta)
- Chara denudata (A.Braun) R.D.Wood
- Chara fragifera Durieu
- Chara intermedia Braun (=C. papillosa Kütz. and C. contraria x hispida)
- Chara mucosa J.Groves & Bullock-Webster
- Chara rudis (A.Braun) Leonh.
- Chara tomentosa L.
- Lamprothamnium papulosum (Wallr.) J.Groves
- Nitella capillaris (Krocker) J.Groves & Bullock-Webster
- Nitella gracilis (Smith) Agardh
- Nitella hyalina (DC.)Agardh
- Nitella mucronata (A.Braun)Miquel
- Nitella spanioclema J.Groves & Bullock-Webster (Nitella flexilis var. spanioclema (J.Groves & Bullock-Webster))
- Nitella tenuissima (Desv.) Kütz.
- Nitellopsis obtusa (Desv.) J.Groves
- Tolypella intricata (Trent. ex Roth) Leonh.[16]
  - Chara aspera var. aspera 
  - Chara globularis var. globularis 
  - Chara vulgaris var. papillata Wallr. ex A. Braun
  - Chara globularis var. virgata (Kützing) R.D.Wood
  - Chara vulgaris var. vulgaris 
  - Chara vulgaris var. contraria (A.Braun ex Kützing) J.A. Moore
  - Chara vulgaris var. longibracteata (Kützing) J. Groves & Bullock-Webster
  - Chara vulgaris var. papillata Wallr. ex A. Braun
  - Nitella flexilis var. flexilis 
  - Nitella translucens (Pers.) C.A. Ag.
  - Tolypella nidifica var. glomerata (Desv.) R.D.Wood
  - Chara aspera var. aspera 
  - Chara aspera var. curta (Nolte ex Kützing) Braun ex Leonh.
  - Chara globularis var. globularis 
  - Chara vulgaris var. papillata Wallr. ex A. Braun
  - Chara globularis var. virgata (Kützing) R.D.Wood
  - Chara globularis var. annulata (Lilleblad) J.A.Moore
  - Chara hispida L.
  - Chara hispida var. hispida 
  - Chara hispida var. major (Hartm.) R.D. Wood
  - Chara hispida var. rudis A. Braun
  - Chara pedunculata Kützing
  - Chara vulgaris var. vulgaris 
  - Chara vulgaris var. contraria (A.Braun ex Kützing) J.A. Moore
  - Chara vulgaris var. longibracteata (Kützing) J. Groves & Bullock-Webster
  - Chara vulgaris var. papillata Wallr. ex A. Braun
  - Nitella flexilis var. flexilis 
  - Nitella translucens (Pers) C.A. Ag.
  - Tolypella nidifica var. glomerata (Desv.) R.D.Wood
  - Chara aspera Deth. ex Willd. var. aspera 
  - Chara vulgaris var. papillata Wallr. ex A. Braun
  - Chara globularis var. globularis 
  - Chara globularis var. virgata (Kützing) R.D.Wood
  - Chara hispida L.
  - Chara hispida var. hispida 
  - Chara vulgaris var. vulgaris 
  - Chara vulgaris var. contraria (A.Braun ex Kützing) J.A. Moore
  - Chara vulgaris var. papillata Wallr. ex A. Braun
  - Nitella flexilis var. flexilis 
  - Nitella translucens (Pers) C.A. Ag.
  - Tolypella nidifica var. glomerata (Desv.) R.D.Wood
  - Chara virgata Kützing
  - Nitella flexilis (Linnaeus) C.Agardh
  - Nitella translucens (Persoon) C.Agardh
- Tolypella nidifica (O.F.Müll.) Leonh. (=Tolypella nidifica var. nidifica)
- Tolypella prolifera (Ziz. ex A.Braun) Leonh.

- Família Chaetosphaeridiaceae[17]
  - Chaetosphaeridium globosum (Nordst.) Klebahn, 1893
  - Chaetosphaeridium ovalis G. M. Smith, 1916
  - Chaetosphaeridium pringsheimii Klebahn, 1892
  - Conochaete comosa Klebahn, 1893[18]
  - Diplochaete solitaria Collins, 1901